# Xrobb l-Għaġin torony
A  Xrobb l-Għaġin torony (máltaiul: Torri ta' Xrobb l-Għaġin ), eredetileg Torre di Siuarep kis őrtorony romja a máltai Marsaxlokk határában fekvő Xrobb l-Għaġinban. A szigetek partvédelmi hálózatának részeként a máltai lovagrend 58. nagymestere, Martín de Redín összesen tizenhárom kisméretű erődtornyot építtetett, amelyek sorában ez volt a nyolcadik, és 1659-ben készült el.
A torony környezetét 1761-ben erődített sánccal és két ágyúpaddal egészítették ki. 
Mind a torony, mind az egykor körötte álló védművek mészkőből épültek, és az erózió miatt jelentős részük mára megsemmisült. Csupán az alapzat maradványai és a sánc általános körvonala látható.

## Fordítás
Ez a szócikk részben vagy egészben  a    Xrobb l-Għaġin Tower című angol Wikipédia-szócikk fordításán alapul.  Az eredeti cikk szerkesztőit annak laptörténete sorolja fel. Ez a jelzés csupán a megfogalmazás eredetét és a szerzői jogokat jelzi, nem szolgál a cikkben szereplő információk forrásmegjelöléseként.